# 11 donne a Parigi
11 donne a Parigi (Sous les jupes des filles) è un film del 2014 diretto da Audrey Dana.
Il film tratta la storia di 11 donne e il loro intrecciarsi.

## Trama
Rose è un'influente imprenditrice che ha sacrificato tutto per la sua vita professionale. Non avendo amici, né marito né figli, lei cerca di cambiare il corso delle cose il giorno in cui apprende di avere un testosterone anormalmente alto per una donna. La sua giovane assistente, Adeline, deve districarsi dalla sua vita professionale e vive un dramma personale, sua madre ha ucciso suo padre ed è finita in tribunale. L'avvocato in questo caso è Agathe, una donna bella e brillante con una spiacevole sensibilità intestinale, che risulta particolarmente fastidiosa quando è attratta da un uomo. È la migliore amica di Jo, single, che tende ad essere ninfomane durante metà del suo ciclo mestruale e gelida durante l'altra metà. Jo è anche l'amante di Jacques, il marito di Ines, miope come una talpa e incapace di capire che viene tradita. Lavora per Lili, una stilista che non accetta la possibilità di essere in menopausa, né il fatto che sua figlia adolescente possa essere abbastanza grande per fare sesso. Tra i suoi collaboratori c'è Pierre, il marito di Ysis, una giovane madre di quattro figli che è impantanata nella sua routine familiare al punto di dimenticare di prendersi cura di se stessa. Ysis cade un giorno sotto l'incantesimo di Marie, la sua babysitter lesbica, che le fa scoprire i piaceri tra le donne. Sam, sorella di Lili, scopre che lei ha il cancro al seno. Sophie, vicina di Jo, è un'altra dipendente di Lili. Sa che Inès è cornuta e lo fa felicemente conoscere agli altri dipendenti. Tuttavia, non ha mai sperimentato l'orgasmo e per ciò soffre. Anche Fanny soffre anche ma non è consapevole, la sua frustrazione si manifesta in molti tic sul suo viso; conduttore della linea di autobus 81 RATP, è stata con lo stesso uomo dall'età di 15 anni e sembra non avere né complicità né vita sessuale con lui. Uno shock violento rivela i suoi desideri e le sue fantasie.
Per quasi un mese, queste undici donne si incontrano o interagiscono, a volte formando relazioni tra loro.

## Colonna sonora
1. The Seasons Lost Their Jazz - Natalia Doco - 3:13
2. The Good the Bad & the Crazy - Imany - 2:48
3. Try Again (Theme) - Imany - 1:00
4. Don't Be So Shy - Sherika Sherard - 3:17
5. Dropped Down - Emilie Gassin - 3:10
6. The Seasons Lost Their Jazz (Theme) - Imany - 1:42
7. Sitting on the Ground - Axelle Rousseau - 3:16
8. Try Again - Imany, Emilie Gassin, Natalia Doco, Axelle Rousseau & Sherika Sherard - 3:19
9. Don't Be so Shy - Imany - 3:02
10. The Good the Bad & the Crazy (Jazz Theme) - Imany - 2:02
11. The Seasons Lost Their Jazz (Choral Version) - Imany, Natalia Doco, Axelle Rousseau & Sherika Sherard - 3:13
12. The Good the Bad & the Crazy (Movie Version) - Imany - 3:52

## Accoglienza

### Critica
Il film ha ricevuto delle critiche basse assestandosi in una media tra il 4,6/10 e i 5,7/10 (secondo gli aggretatori FilmAffinity, IMDb, KinoPoisk, Allociné e Filmweb).

### Incassi
A fronte di un budget di 7 milioni di dollari il film ha incassato 21,8 milioni di dollari americani.

## Riconoscimenti
- Prix Henri-Langlois 2015: Revelation Trophy per Audrey Dana[10]
- Trofei cinematografici francesi 2015: trofeo der il regista esordiente[11]

### Selezioni
- Paris Cinema Festival 2014: sezione French Touch[12]
- Festival del cinema francese Helvetia 2014: selezione ufficiale[13]
- Hamburg Film Festival 2014: selezione per il premio pubblico[14]
- Festival Varilux del cinema francese in Brasile 2015: selezione ufficiale[15]